# Admiralty Peak
Admiralty Peak är en bergstopp i Sydgeorgien och Sydsandwichöarna (Storbritannien). Den ligger i den nordvästra delen av Sydgeorgien och Sydsandwichöarna. Toppen på Admiralty Peak är 944 meter över havet, eller 333 meter över den omgivande terrängen. Bredden vid basen är 1,4 km.
Terrängen runt Admiralty Peak är kuperad åt nordost, men åt sydväst är den bergig.  Trakten runt Admiralty Peak är nära nog obefolkad, med mindre än två invånare per kvadratkilometer. Det finns inga samhällen i närheten. Trakten runt Admiralty Peak är permanent täckt av is och snö.